# Batalla de Quatre Bras
La batalla de Quatre Bras (16 de junio de 1815) enfrentó a los contingentes anglo-aliados con el ala izquierda del ejército francés cerca del cruce de Quatre Bras, en Bélgica, pocos días antes de la batalla de Waterloo.

## Preludio
«Napoleón me ha embaucado: se me ha adelantado en veinte horas de marcha». (Duque de Wellington, después de enterarse de los hechos durante el baile celebrado en su honor en Bruselas).
Las tropas neerlandesas lucharon la batalla en Quatre Bras, y lo hicieron por iniciativa propia, eligiendo no obedecer las órdenes de Wellington de trasladarse a Nivelles. Estas órdenes habrían dejado el cruce desprotegido.
El cruce de Quatre Bras era un punto de importancia estratégica, porque el bando que lo controlara podría moverse hacia el sudeste a lo largo de la carretera de Nivelles a Namur, hacia los ejércitos francés y prusiano enzarzados en la batalla de Ligny. Si el ejército anglo-aliado de Wellington se pudiera combinar con el prusiano comandado por Gebhard Leberecht von Blücher, sus fuerzas conjuntas serían mayores que las de Napoleón. Si uno o más de los cuerpos de ejército de Ney pudiera golpear a los prusianos por el flanco mientras Napoleón los atacaba frontalmente, estos podrían no solo ser derrotados, sino aniquilados. La estrategia de Napoleón había sido cruzar la frontera de Bélgica sin alertar a los aliados y derrotar a los prusianos antes de volverse contra el ejército anglo-aliado, e inicialmente tuvo éxito en este movimiento.

## Los contendientes
Al inicio de la batalla, el Mariscal Michel Ney, con el ala izquierda del ejército del norte, encaraba a una fuerza de cerca de 8000 infantes neerlandeses con 16 cañones a las órdenes del Príncipe de Orange, dispuestas al sur del cruce de caminos de Quatre Bras. A lo largo del día continuó incrementándose el número de las tropas anglo-aliadas que convergían sobre Quatre Bras. También a las tres de la tarde el duque de Wellington apareció en el terreno. Las fuerzas francesas eran de 18 000 hombres, incluyendo 2000 de caballería y 32 cañones. Durante el día, las fuerzas francesas llegaron a alcanzar los 24 000.

## El terreno
La batalla tuvo lugar en los alrededores del cruce de Quatre Bras, vecino al pueblo de Baisy-Thy (Genappe), una pequeña aldea con algunas casas. Este cruce señalaba la unión entre la carretera Charleroi-Bruselas (N5) y la carretera Nivelles-Namur (N93).
Al sudoeste de este cruce estaba el bosque de Bossu. Al sur de este bosque se encontraban las granjas «Petit» y «Grand-Pierrepoint». Al sur del cruce el terreno descendía hasta la granja de «Gemioncourt», cercana a un pequeño arroyo en el valle. El terreno subía de nuevo hacia el sur. Al norte de Quatre Bras el terreno caía cuesta abajo.

## La batalla

### El inicio del combate
Los franceses iniciaron el ataque hacia el mediodía. Ney formó una batería masiva de 22 cañones y comenzó a bombardear las posiciones aliadas. Numerosas escaramuzas precedieron a las columnas francesas mientras estas atacaban. Las líneas neerlandesas les recibieron con disparos de mosquetería, pero fueron forzadas a retirarse debido al número de enemigos. Las tropas de Nassau de Bernardo de Sajonia-Weimar-Eisenach se replegaron a la granja de «Grand-Pierrepoint», y las tropas alemanas de van Bijlandt a «Gemoincourt».
Después de un rato, las divisiones francesas de Jérôme Bonaparte llegaron al lugar de la batalla, siendo enviadas contra Grand-Pierrepoint. Los de Nassau se vieron obligados a abandonar la granja, y fueron conducidos hacia el bosque de Bossu. Lucharon de árbol en árbol para ralentizar el avance francés. En Gemoincourt, las tropas neerlandesas se convirtieron en un duro hueso para los franceses. Uno de los batallones defensivos, la quinta milicia, perdió el 62 por ciento de su número original aquel día. Los alemanes perdieron y retomaron la granja dos veces, pero finalmente la perdieron de forma definitiva.
Sobre las 14:00, Ney inició el asalto sobre Quatre Bras. Gracias a un asalto combinado de infantería, artillería y caballería, Ney pudo empujar a las tropas neerlandesas en retroceso hacia Quatre Bras. La situación se volvió desesperada. La presión de tres divisiones de infantería y una brigada de caballería era demasiado para la segunda división neerlandesa.
Para alborozo de los aliados, a las 15:00 llegaron los refuerzos: la quinta división de infantería de Picton, formada por tropas inglesas y de Hannover y la segunda brigada de caballería neerlandesa conducida por Van Merlen. El Duque de Wellington volvió de su entrevista con Blücher. La brigada de van Merlen cargó contra la caballería francesa, aunque fueron rechazados. Sin embargo, esto le dio tiempo a la infantería neerlandesa para reagruparse. También la infantería británica formó la línea. Sin embargo, cuando la caballería neerlandesa se retiró del combate hacia las líneas aliadas, fueron atacados por la infantería escocesa porque sus uniformes se asemejaban a los uniformes franceses de los coraceros a caballo.
A las 16.00, Ney recibió la orden de Napoleón de dar la batalla definitiva. Ney envió una orden a su segundo cuerpo para atacar con más fuerza y a su primer cuerpo para que se apresuraran. También se vio reforzado por la caballería pesada de Kellermann.

### Las fases finales de la batalla
Por desgracia para Ney, el refuerzo que pidió al primer cuerpo nunca llegó. Este cuerpo marchaba hacia las posiciones de Napoleón que ahora luchaba en la batalla de Ligny (aunque tampoco en esta batalla llegaría este cuerpo a tomar parte en el combate), y Ney se quedó sin la infantería necesaria para romper la línea enemiga. A las 16:15, las fuerzas francesas habían cubierto prácticamente todo el camino hacia el cruce. Los regimientos ingleses 42, 44 y 92 se enfrentaron a la infantería, siendo machacados por los coraceros de Kellermann. Sin embargo, estos fueron rechazados por la mosquetería y la caballería aliada. 
En otro frente con más éxito para Ney, Jérôme Bonaparte, el hermano menor de Napoleón, expulsó a los aliados fuera del bosque de Bossu. A las 18:30, gracias a los refuerzos, Wellington llegó a disponer de 36 000 hombres. Justo entonces llegaron tres brigadas aliadas, empujando a los franceses de nuevo hacia el sur, a sus posiciones originales. Aunque Ney reunió nuevamente a los agotados regimientos franceses, que consiguieron frenar el avance británico, una vez que se volvió a las posiciones originales, la batalla no avanzó, quedando empatada.
Es destacable la carga de los lanceros de Piré sobre el primer regimiento de la Guardia Británica cerca de Pierrepoint, donde este regimiento perdió 500 hombres, retirándose luego al bosque.

## Conclusión
La batalla acabó a las 21:30 cuando ya había anochecido. El combate le costó a Ney 4000 hombres, y a Wellington 4800. Fue un empate técnico porque ninguno de los bandos llegó a controlar definitivamente el cruce de Quatre Bras y, por tanto, no se pudo enviar refuerzos a los ejércitos que luchaban en Ligny. El ejército anglo-aliado de Wellington, aprendida la lección de la derrota prusiana, fue forzado a retirarse hacia el norte, aunque de forma paralela a la retirada prusiana. Napoleón escogió seguir a Wellington con el grueso de sus fuerzas, y dos días más tarde tendría su cita con el destino en Waterloo. Federico Guillermo de Brunswick, duque de Brunswick, fue uno de los muertos notables en esta batalla.